# Potamalosa richmondia
Potamalosa richmondia és una espècie de peix pertanyent a la família dels clupeids i l'única del gènere Potamalosa.

## Descripció
- Pot arribar a fer 32 cm de llargària màxima (normalment, en fa 15).
- 12-18 radis tous a l'aleta dorsal i 16-27 a l'anal.[3][4]

## Reproducció
Té lloc entre el juliol i l'agost a estuaris.

## Alimentació
Menja cucs, crustacis petits i insectes.

## Hàbitat
És un peix d'aigua dolça, salabrosa i marina; pelàgic-nerític; catàdrom i de clima temperat (32°S-39°S, 139°E-151°E).

## Distribució geogràfica
Es troba a Oceania: és un endemisme del sud-est d'Austràlia.

## Longevitat
Pot assolir els 11 anys.

## Observacions
És inofensiu per als humans.